# Partícula en una caixa

Fig.1 Moviment típic de la partícula segons les lleis de Newton (A), moviment segons l'equació d'Schrödinger de la mecànica quàntica (B-F). La corba blava és la part real i la corba roja és la part imaginària de la funció d'ona.

El model de partícula en una caixa (també conegut com a pou de potencial infinit), en mecànica quàntica, descriu el comportament d'una partícula amb llibertat de moviment tancada en un espai petit i envoltat de barreres impenetrables. Aquest model s'empra principalment per a il·lustrar les diferències entre els sistemes de física clàssica i física quàntica. En el model clàssic, la partícula es podria moure a qualsevol velocitat i a qualsevol posició de la caixa. No obstant, quan les dimensions de la caixa arriben a uns quants nanòmetres, els efectes quàntics esdevenen importants. Llavors aquesta partícula només pot ocupar certs nivells d'energia positiva (no pot ser mai zero, és a dir, no pot estar parada). Addicionalment, és més probable trobar la partícula en certes posicions que en unes altres, depenent del seu estat energètic. El model de la partícula en una caixa és un dels pocs problemes de mecànica quàntica que es poden resoldre analíticament, sense aproximacions. Serveix per a il·lustrar els nivells d'energia quàntics que també es troben en sistemes més complexos com àtoms i molècules.

## Definició matemàtica

### Solució per al cas unidimensional

#### Funció d'ona de la posició

Fig.2 Nivells d'energia i funcions d'onda de la partícula en una caixa monodimensional.

La caixa més senzilla tindria una sola dimensió de manera que la partícula només es pot moure cap endavant i cap enrere tot al llarg d'una línia amb parets impenetrables a cada extrem. Aquests extrems es poden expressar físicament com a regions amb energia potencial infinita. Contràriament, l'interior de la caixa unidimensional tindria una energia potencial igual a zero (representa una zona pou de potencial). Això significa que no pot actuar-hi forces externes i que la partícula es pot moure lliurement. Aquest model es pot expressar:
{\displaystyle V(x)={\begin{cases}0,&x_{c}-{\tfrac {L}{2}}<x<x_{c}+{\tfrac {L}{2}},\\\infty ,&{\text{altrament,}}\end{cases}},}
on {\displaystyle L} és la longitud de la ciaxa d'una sola dimensió, {\displaystyle x_{c}} és la posició del centre de la caixa.
Partint de l'equació d'Schrödinger: {\displaystyle i\hbar {\frac {\partial }{\partial t}}\Psi (\mathbf {r} ,\,t)=-{\frac {\hbar ^{2}}{2m}}\nabla ^{2}\Psi (\mathbf {r} ,\,t)+V(\mathbf {r} )\Psi (\mathbf {r} ,\,t)}
es pot substituir el vector posició {\displaystyle r} per la variable unidimensional {\displaystyle x} ens queda :
{\displaystyle i\hbar {\frac {\partial }{\partial t}}\psi (x,t)=-{\frac {\hbar ^{2}}{2m}}{\frac {\partial ^{2}}{\partial x^{2}}}\psi (x,t)+V(x)\psi (x,t)}
A l'interior de la caixa no hi ha forces exteriors, i la partícula es pot moure com una partícula lliure. Llavors l'equació anterior és diferencial de segon ordre amb solució :
{\displaystyle \psi (x,t)=[A\sin(kx)+B\cos(kx)]\mathrm {e} ^{-i\omega t}} on {\displaystyle A} i {\displaystyle B} són nombres complexos.
aleshores imposant les condicions de contron de la Fig.2 {\displaystyle \psi (0)=0}, es pot deduir que {\displaystyle B=0} (ja que {\displaystyle \sin(0)=0\;} i {\displaystyle \cos(0)=1\,}).
Per tant, la funció d'ona tindrà la forma :
| Solució a l'Equació d'Schrödinger per a una partícula en una caixa unidimensional : {\displaystyle \psi _{n}(x)={\sqrt {\frac {2}{L}}}\sin {\left({\frac {n\pi x}{L}}\right)},\qquad E_{n}={\frac {\hbar ^{2}\pi ^{2}}{2mL^{2}}}n^{2}={\frac {h^{2}}{8mL^{2}}}n^{2},\qquad {\mbox{amb}}\ n=1,2,3,...} |Veure representació gràfica de la Fig.2
El valor {\displaystyle n=0} s'elimina perque suposa que la partícula no és dintre la caixa.
Deduccions importants:

Fig.3 Estats discrets de l'energia de la partícula

- Els possibles nivells d'energia estan quantitzats ({\displaystyle n=1,2,3...})
- El valor de l'energia de la partícula no pot ser mai nul ({\displaystyle n>0}). Es justifica també amb el principi d'incertesa ja que si la partícula tingués energia nul·la estaria en una posició concreta.
- El valor de l'energia augmenta si la caixa es fa més petita ({\displaystyle L\downarrow }).

#### Funció d'ona del moment
La funció d'ona del moment és proporcional a la transformada de Fourier de la funció d'ona de la posició.
La transformada de Fourier de f és la funció
{\displaystyle {\mathcal {F}}\{f\}\ \ :\xi \mapsto {\hat {f}}(\xi ):=\int _{-\infty }^{\infty }f(x)\ e^{-2\pi i\xi x}\,dx,} i substituint {\displaystyle f(x)} per la funció d'ona de l'apartat anterior queda :

| 'Equació d'Schrödinger del moment per a una partícula en una caixa unidimensional : {\displaystyle \phi _{n}(p,t)={\frac {1}{{\sqrt {2}}\pi \hbar }}\int _{-\infty }^{\infty }\psi _{n}(x,t)e^{-ikx}\,dx={\sqrt {\frac {L}{\pi \hbar }}}\left({\frac {n\pi }{n\pi +kL}}\right)\,{\textrm {sinc}}\left({\tfrac {1}{2}}(n\pi -kL)\right)e^{-ikx_{c}}} |
on :
{\displaystyle k=p/\hbar }
{\displaystyle sinc(.)} és la funció sinc següent {\displaystyle \mathrm {sinc} (x)={\frac {\sin(x)}{x}}}

### Solució per al cas tridimensional

#### Caixa tridimensional ortoèdrica
La caixa on es mou la partícula és un ortoedre de costats {\displaystyle Lx}, {\displaystyle Ly} i {\displaystyle Lz}. Aleshores el sistema a solucionar és l'equació d'Schrödinger amb les següents condicions de contorn (coordinades cartesianes) :
{\displaystyle {\begin{cases}-{\cfrac {\hbar ^{2}}{2m}}\nabla ^{2}\psi (x,y,z)=E\psi (x,y,z)\\\\\psi (0,y,z)=\psi (L_{x},y,z)=0&\psi (x,0,z)=\psi (x,L_{y},z)=0\\\psi (x,y,0)=\psi (x,y,L_{z})=0\end{cases}}}
La funció d'ona fora de la caixa és zero (la probabilitat de trobar la partícula fora de la caixa és nul·la).
La solució del sistema anterior és:
{\displaystyle \psi (x,y,z)={\sqrt {\frac {8}{L_{x}L_{y}L_{z}}}}\sin \left({\frac {n_{x}\pi x}{L_{x}}}\right)\sin \left({\frac {n_{y}\pi y}{L_{y}}}\right)\sin \left({\frac {n_{z}\pi z}{L_{z}}}\right)} on {\displaystyle n_{x}}, {\displaystyle n_{y}}i {\displaystyle n_{z}} {\displaystyle >0}
| Solució a l'Equació d'Schrödinger per a una partícula en una caixa tridimensional ortoèdrica : {\displaystyle \psi (x,y,z)={\sqrt {\frac {8}{L_{x}L_{y}L_{z}}}}\sin \left({\frac {n_{x}\pi x}{L_{x}}}\right)\sin \left({\frac {n_{y}\pi y}{L_{y}}}\right)\sin \left({\frac {n_{z}\pi z}{L_{z}}}\right)} |
Els possibles valors energètics també estan quantitzats i venen donats per :
{\displaystyle E_{n_{x},n_{y},n_{z}}={\frac {h^{2}}{8m}}\left({\frac {n_{x}^{2}}{L_{x}^{2}}}+{\frac {n_{y}^{2}}{L_{y}^{2}}}+{\frac {n_{z}^{2}}{L_{z}^{2}}}\right)}

#### Cavitat esfèrica
La caixa on es mou la partícula és una cavitat esfèrica de radi {\displaystyle R}. Aleshores el sistema a solucionar és l'equació d'Schrödinger amb les següents condicions de contorn (coordinades esfèriques) :
{\displaystyle {\begin{cases}-{\cfrac {\hbar ^{2}}{2m}}\nabla ^{2}\psi (r,\theta ,\varphi )=E\psi (r,\theta ,\varphi )\\\\\psi (R,\theta ,\varphi )=0\end{cases}}}
Les solucions alsistema anterior venen donades per les funcions de Bessel :
{\displaystyle R_{nl}(r)=N_{nl}{\frac {J_{l+{\frac {1}{2}}}(\epsilon _{nl}r)}{\sqrt {r}}}} on {\displaystyle \qquad \epsilon _{nl}={\sqrt {\frac {2mE_{nl}}{\hbar ^{2}}}}}
Les funcions d'ona i les energies per {\displaystyle l=0} :
{\displaystyle \psi _{n,0}={\frac {1}{\sqrt {2\pi R}}}{\frac {\sin \left({\frac {n\pi r}{R}}\right)}{r}},\qquad E_{n,0}={\frac {h^{2}}{8m}}{\frac {n^{2}}{R^{2}}}}
| Solució a l'Equació d'Schrödinger per a una partícula en una cavitat esfèrica per l=0 : {\displaystyle \psi _{n,0}={\frac {1}{{\sqrt {2}}\pi R}}{\frac {\sin \left({\frac {n\pi r}{R}}\right)}{r}},\qquad E_{n,0}={\frac {h^{2}}{8m}}{\frac {n^{2}}{R^{2}}}} |
Aleshores es pot deduir :
- Els possibles nivells d'energia estan quantitzats ({\displaystyle n=1,2,3...})
- El valor de l'energia de la partícula no pot ser mai nul ({\displaystyle n>0}). Es justifica també amb el principi d'incertesa ja que si la partícula tingués energia nul·la estaria en una posició concreta.
- El valor de l'energia augmenta si l'esfera es fa més petita ({\displaystyle R\downarrow }).

Les funcions d'ona i les energies per altres valor de {\displaystyle l} és més complex. Per {\displaystyle l=1} :
{\displaystyle \psi _{n,1,0}={1 \over 2}{\sqrt {3 \over \pi }}R_{n,1}(r)\cos \theta ,\qquad \psi _{n,1,\pm 1}=\mp {1 \over 2}{\sqrt {3 \over 2\pi }}R_{n,1}(r)\sin \theta e^{im\phi }}
{\displaystyle R_{n,1}(r)={\frac {{\bar {N}}_{n,1}}{r^{2}}}\left(\epsilon _{n,1}r\cos(\epsilon _{n,1}r)-\sin(\epsilon _{n,1}r)\right)\qquad \epsilon _{n,1}\approx {\frac {4,4934}{R}}}